# Syzygium lamprophyllum
Syzygium lamprophyllum är en myrtenväxtart som beskrevs av Friedrich Ludwig Diels. Syzygium lamprophyllum ingår i släktet Syzygium och familjen myrtenväxter. Inga underarter finns listade i Catalogue of Life.